# Voko-Dowayo jezici
Voko-Dowayo jezici, skupina od (7) nigersko-kongoanskih jezika koja s jezicima dii i duli čini dio šire skupine duru. Rašireni su po Kamerunu a granaju se na:
a. Kutin jezici (1): peere ili kutin [pfe]; 15.000 (1993).
b. Vere-Dowayo jezici (5): 
b1. Dowayo jezici (1) Kamerun: doyayo.
b2. Vere-Gimme jezici (4): 
a. Gimme jezici (2) Kamerun: gimme, gimnime.
b. Vere jezici (2) Nigerija: koma, mom jango.
c. Voko jezici (1) Kamerun: longto [wok], 2.400 (1982 SIL).

## Vanjske poveznice
- Ethnologue (14th)
- Ethnologue (15th)